# The Town That Dreaded Sundown (film, 2014)
Série
Terreur sur la ville
(1976)
Pour plus de détails, voir Fiche technique et Distribution.
The Town That Dreaded Sundown est un film d'horreur américain d'Alfonso Gomez-Rejon sorti en 2014. Il s'agit d'une suite à Terreur sur la ville (The Town That Dreaded Sundown, 1976) de Charles B. Pierce (en).

## Synopsis
Soixante-cinq ans après les événements qui ont vu un tueur masqué terroriser une bourgade de l'Arkansas, les meurtres reprennent.

## Fiche technique
- Titre original : The Town That Dreaded Sundown
- Réalisation : Alfonso Gomez-Rejon
- Scénario : Roberto Aguirre-Sacasa
- Direction artistique : Hannah Beachler
- Costumes : Stephani Lewis
- Photographie : Michael Goi
- Montage : Joe Leonard
- Musique : Ludwig Göransson
- Production : Jason Blum et Ryan Murphy
- Société(s) de production : Blumhouse Productions, Metro-Goldwyn-Mayer et Ryan Murphy Productions
- Société(s) de distribution :  Orion Pictures
- Pays d'origine :  États-Unis
- Langue originale : anglais
- Format : couleur
- Genre : horreur
- Durée : 90 minutes
- Date de sortie :
  - États-Unis : 16 octobre 2014
- interdit aux moins de 12 ans

## Distribution
- Addison Timlin : Jami
- Gary Cole
- Edward Herrmann : le révérend Harding
- Veronica Cartwright
- Ed Lauter : le shérif Doyle
- Gracie Whitton
- Joshua Leonard
- Dodie Brown : Martha
- Jeremy Ambler
- Arabella Field : le Dr Lindsay
- Lance E. Nichols : le maire

## Autour du film
Il s'agit du premier film distribué par la « nouvelle » Orion Pictures, relancée par Metro-Goldwyn-Mayer,,.